# Глава (село)
Глава̀ е село в Северна България. То се намира в община Червен бряг, област Плевен.

## География
Село Глава се намира в местност вляво от поречието на р. Искър, разположена между част от Предбалкана, реката и Дунавската равнина.

## История
Село Глава е създадено непосредствено преди падането на България под Османско владичество. Съществува легенда за неговото име: поради благоприятните условия в местността, хората изкарвали на паша добитъка си там и поставили на кол череп на животно, който служил като ориентир. Главата на животното се превърнала в нарицателно за местността и при самото създаване на селището името се запазило.
Намира се на 26 км от Бяла Слатина и е разположено на равно място близо до левия бряг на р. Искър. Непосредствено на юг от селото са развалините на голямо трако-римско селище, в което са намерени един късноримски надгробен паметник с латински надпис и един посветителен латински надпис на божество. В района на селото има няколко тракийски надгробни могили и още неизследвани археологически паметници.
Село Главъ̀ е основано с това име още през българското средновековие преди края на XIV в. В района му има останки от стара средновековна църква. С името Глава селото се среща в ранните османски документи. Записано е и в един регистър за войнуци с дата 12.I.1548 г. и в друг регистър за войнуци от първата половина на XVIII в.: „…село Глава, спадащо към Пилевне: Войнук Стойко, син на Драган от с. Габаре и ямаци Трошан, син на Яно от с. Габаре и Стойо, син на Стано от с. Глава…“ (ИБИ, т. XX, с. 85 – 92 и 320 – 322). Населението на с. Глава е участвало в бунта на селата в Белослатинско през 1764 г. срещу турската власт. За да избягат от жестокото наказание след потушаване на бунта, жителите на Глава се разбягали из далечни села и във Влашко. На тяхно място турската администрация, която имала нужда от данъкоплатци, заселила помаци от Ловчанско. Според Феликс Каниц, който минал тук през 1870 г., помаците от с. Глава били 50 къщи и имали джамия с медресе (Каниц. Ф., 1882, Лайпциг, с. 151). В началото на XIX в. дошли и първите български родове в село Главъ. Така Добрияновци се преселват тук от Горни Луковит, Лукановци и Хиновци – от с. Горник, Гиновци, Миковци и Койнарлѝйте – от Койнаре, Тошовци – от с. Долна Бешовица, а А̀бланченете – от Абланица, Тетевенско, Брестенѐте – от с. Бресте, Курно̀вченете – от с. Курново и Струпненете – от с. Струпен. Не е известно откъде са дошли родовете: Гѝздовци, Гръ̀нчовци, Балаба̀нците, Игнатовци, Илийкьовци и Съловци. Може би те са от по-старото население на с. Глава.
В 1872 г. в с. Глава вече има училище с учител Кръстьо Спасов, който обучава 30 момчета в три отдаления. В една църковна книга на църквата „Св. св. Петър и Павел“ в с. Глава има следната припоска: „Сия книга нарицаемая Миния празничная се узе в лето от Рождество Христово 1873 марта 12-тий село Глава за училището“. И още едно нещо, което много пъти ми е хрумвало: името на село Глава̀ци е жителско име. Неговите първи жители са дошли тук от село с име Глава̀. Но това е станало много преди края на XIV в., тъй като и двете селища се срещат едновременно в документите от първите векове на турското робство. Същото нещо се е случило и със селата Крапец и Крапчене.

## Религии
В селото се изповядва християнска религия. Има православна църква, намираща се в двора на училището (затворена). Също така има и Евангелска Петдесятна църква.

## Обществени институции
- Кметство на селото;
- ОУ „Христо Ботев“;
- Читалище „Васил Левски“;
- Поща;
- Здравна служба.

## Спорт
От 2008 г. е подновен ФК „Червена звезда“ (Глава), който играе в Западна А ОФГ.
ФК „Червена звезда“ е аматьорски футболен клуб от селото. Клубът е създаден през средата на 20 век, и съществува до 1989 г. когато е разформирован.
Отборът играе домакинските си мачове на стадиона в село Глава, който е обновен и реставриран през 2009/2010 г. и носи името „Червена звезда“.

## Редовни събития
В първата неделя на месец август се провежда ежегоден събор.